# Patera (Gefäß)

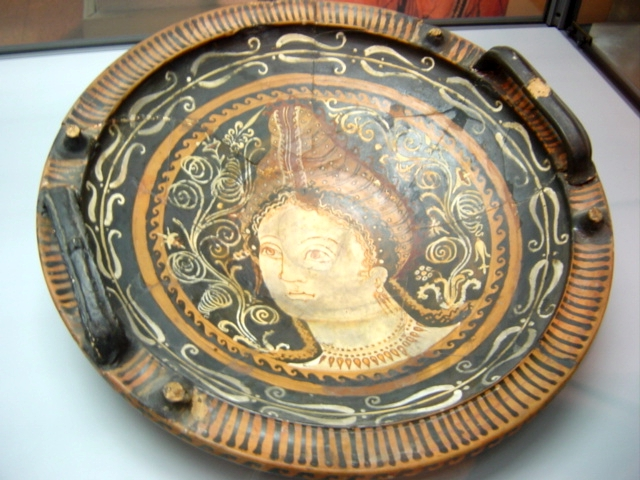
Apulische Patera, jetzt Mailand, Museo archeologico

Die Patera ist sowohl ein antikes griechisches als auch phönizisches und römisches Gefäß, das besonders im unteritalischen und römischen Kult Verwendung fand.
Die Patera, manchmal als Knopfhenkelschale bezeichnet, ist eine Sonderform apulischer Keramik. Die großen, bis zu 70 Zentimeter im Durchmesser zählenden Schüsseln haben auf dem Rand zwei Henkel, die von Knöpfen besetzt und eingefasst sind. Im Inneren sind oft Bilder, häufig Grabmalszenen vorhanden. Außenbilder sind seltener aufgetragen. Es ist unklar, zu welchen Zwecken die Gefäße genutzt wurden, sicher erscheint jedoch ein ritueller Zweck. Meist wurde die Form aus Ton geschaffen.

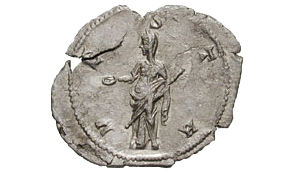
Vesta mit einer Patera in der Hand auf einem Antoninian der Cornelia Supera

Die römische Variante der Patera ist der griechischen Phiale ähnlich. Die Schalenform ist flach, rund und grifflos und hat in der Mitte einen nach innen gewölbten Buckel (omphalos). Die Form fand als Opferschale im gesamten römischen Kulturkreis Verwendung. Aus der Schale wurde das Trankopfer (libatio), vor allem Weinopfer, vorgenommen. Ebenso wurde vor der Opferung der Kopf des Opfertieres aus der Schale begossen, beim Opfern wurde das Blut des Tieres mit der Patera aufgefangen. Dieses Blut aus der Schale zu trinken galt jedoch als amoralisch. Wenigstens seit der zweiten Hälfte des 1. Jahrhunderts n. Chr. wurden auch Schalen für das Speiseopfer Patera genannt. Lateinische Quellen berichten außerdem über profane Verwendungen als Trinkgefäß bei Tisch. Besonders prächtige Formen waren als Votiv und auch als Ausdruck der pietas gedacht. Die Unterscheidung von Patera und Patella auf Darstellungen ist meist schwierig. Das Gefäß konnte aus Ton oder Metall sein.